# 姆斯乔拉
姆斯乔拉（羅馬化：Mstyora）是俄罗斯弗拉基米尔州的市级镇，属维亚兹尼基区，位于奥卡河流域内姆斯乔尔卡河（Мстёрка）畔，在区行政中心维亚兹尼基西北方。
该地2021年人口有3,834人；2010年人口4,859；2002年人口5,598；1989年人口6,307。